# قلعة نصوري
قلعة نصوري هي قلعة تاريخية تعود إلى القاجاريون، وتقع في بندر سيراف، مقاطعة كنغان.